# Anton Drexler
Anton Drexler (Monaco di Baviera, 13 giugno 1884 – Monaco di Baviera, 24 febbraio 1942) è stato un politico tedesco, uno dei fondatori e il primo presidente del Partito Nazionalsocialista Tedesco dei Lavoratori (NSDAP).

## Biografia
Insegnante collaudatore, lavorò in una fabbrica di locomotive a Berlino e, a partire dal 1902, a Monaco di Baviera come fabbro nelle ferrovie tedesche; durante la prima guerra mondiale, ritenuto inabile al servizio militare, aderì al Deutsche Vaterlandspartei, un partito nazionalista ed interventista tedesco.
Poeta e agitatore populista, nel 1918 fondò a Monaco il «comitato libero dei lavoratori per la pace» rivolto agli ex lavoratori nazionalisti; nell'ottobre dello stesso anno prese parte alla costituzione del «circolo politico dei lavoratori» e il 5 gennaio 1919 insieme al giornalista Karl Harrer, a Gottfried Feder e a Dietrich Eckart fondò a Monaco il Deutsche Arbeiterpartei («Partito Tedesco dei Lavoratori», DAP) il cui programma era nazionalista, socialista ed antisemita.
Drexler pubblicò uno scritto, Il mio risveglio politico. Diario di un operaio socialista, ed ebbe una notevole influenza sul movimento popolare tedesco.

### L'incontro con Hitler
Le forze armate tedesche videro in questo piccolo partito una potenziale minaccia al già instabile equilibrio della Repubblica di Weimar ed inviarono ad indagare segretamente il caporale Adolf Hitler nel corso di una riunione del partito. Il giovane Hitler rimase impressionato dalle idee del DAP simili alle sue e in tale occasione dimostrò le proprie abilità oratorie.
Drexler gli chiese di aderire al partito, ma Hitler dapprima rifiutò, poi, sollecitato dal capitano Karl Mayr, acconsentì: fu il 55º membro del DAP. Drexler lo inserì nel comitato direttivo del partito e successivamente come responsabile della propaganda.

### Il Partito nazista
Nel febbraio del 1920, su proposta di Hitler, Drexler decise di cambiare il nome in Nationalsozialistische Deutsche Arbeiterpartei  («Partito Nazionalsocialista Tedesco dei Lavoratori», NSDAP) e ne venne nominato presidente. Nello stesso mese presentarono un programma chiamato “dei 25 punti” dove non si riconosceva il trattato di Versailles, veniva richiesta la riunificazione del popolo tedesco, la ridistribuzione dei profitti di guerra e del reddito, la partecipazione agli utili nelle grandi industrie, la nazionalizzazione dei fondi, gli aumenti nelle pensioni di vecchiaia per il popolo tedesco, maggiori privilegi ai tedeschi e la negazione di cittadinanza agli ebrei.
Un anno dopo, il 29 luglio 1921, Hitler indisse un'assemblea straordinaria con i membri di quella piccola formazione che predicava il ritorno della Germania ad un ruolo di grandezza, propugnando fortemente la lotta anti-semita e strappò la leadership a Drexler, che fu costretto ad accontentarsi dell'incarico di presidente onorario.

### Fuori dal partito
Drexler fu anche uno dei componenti di un club politico völkisch per personaggi agiati della società di Monaco, nota come Società Thule.
Dopo il fallito putsch di Monaco del 1923, il NSDAP fu bandito e i suoi dirigenti arrestati; Drexler, tuttavia, fu presto rilasciato, in quanto non aveva preso parte al tentativo di colpo di Stato. Venne poi eletto nel 1924 per il Völkisch-Social Bloc (V-SB) e nel 1925 fondò il Nationalsozialer Volksbund (NSVB), che si sciolse nel 1928; non prese parte alla rifondazione del NSDAP nel 1925, né ebbe altre collaborazioni con il nazismo fino al 1933.
Dopo l'ascesa al potere di Hitler nel 1933, Drexler aderì nuovamente al NSDAP; l'anno successivo fu insignito dell'Ordine del Sangue, ma da allora e fino al 1937 fu utilizzato solo come strumento di propaganda, senza ricevere nessun incarico di potere reale. Dopo il 1937 fu dimenticato fino alla morte, avvenuta nel 1942.